# 内森·卡茨
内森·卡茨（英語：Nathan Katz，1995年1月17日—），澳大利亚男子柔道运动员。他曾代表澳大利亚参加2022年英联邦运动会柔道比赛，获得一枚铜牌。他也曾参加2016年和2020年夏季奥运会。

## 家庭
弟弟乔希·卡茨。